# Shorty Baker
Shorty Baker, vlastním jménem Harold Baker, (26. května 1914 – 8. listopadu 1966) byl americký jazzový trumpetista. Začínal jako bubeník, avšak jako teenager přešel k trubce. V polovině třicátých let hrál s Donem Redmanem. V letech 1942 až 1962 hrál s přestávkami v orchestru Duka Ellingtona. Během své kariéry spolupracoval s mnoha dalšími hudebníky, mezi něž patří například Billy Strayhorn, Teddy Wilson, Ella Fitzgeraldová, Johnny Hodges a Ben Webster. Jeho manželkou byla klavíristka Mary Lou Williams.